# Люсі Бронз
Люсі Роберта Тоуг Бронз (англ. Lucia Roberta Tough Bronze) — англійська професійна футболістка, яка виступає за «Барселону» та збірну Англії на позиції правого захисника. 

## Ігрова кар'єра
Гравчиня представляла Англію на всіх молодіжних рівнях, перш ніж виступити за національну команду на Євро-2013.
У складі збірної стала чемпіонкою Європи 2022 року. Також Бронз є володаркою срібної та бронзової медалі чемпіонатів світу 2023 року та 2015 року відповідно. На клубному рівні гравчиня є переможницею жіночої Ліги Чемпіонів УЄФА у складі «Ліону» та «Барселони».
У 2019 році вона була визнана найкращою футболісткою в Європі. Люсі Бронз визнана найкращою футболісткою за версією ФІФА у грудні 2020 року.